# Camela
Camela es un grupo musical precursor del estilo bautizado en los años 1990 como tecno-rumba, compuesto por los cantantes Dionisio Martín Lobato y María de los Ángeles Muñoz Dueñas y, hasta febrero de 2013, el teclista Miguel Ángel Cabrera Jiménez, originarios del barrio madrileño de San Cristóbal de los Ángeles. Es el segundo grupo español con más ventas en las últimas tres décadas, por detrás de La Oreja de Van Gogh.

## Historia

### Sus comienzos: Maquetas
Dioni, Ángeles y Miguel Ángel además de su amistad, compartían la afición por la música, por lo que en su tiempo libre solían reunirse para tocar y cantar canciones de artistas que admiraban. En principio, se decantaban por rumbas flamencas y baladas.[cita requerida]
En 1990 se animaron a realizar una maqueta de producción casera, Tinieblas, que repartieron entre familiares y amigos, pero nunca llegó a comercializarse.[cita requerida]
Más tarde, en 1992, decidieron componer algunos temas propios para grabar y distribuir una maqueta de ocho cortes que titularon Junto a mí, que les costó 200 000 pesetas.[cita requerida]
Con la ayuda de sus familias y amigos publicaron una segunda maqueta, Me gustan tus ojos, la cual obtuvo igual o mayor éxito que la anterior, sin salir del circuito de gasolineras, mercadillos y bares de la zona.
Las ventas fueron aumentando hasta que una pequeña discográfica independiente, Producciones AR, se fijó en ellos y les ofreció un contrato para grabar el que sería su primer álbum de estudio: Lágrimas de amor (editado en formato CD y casete en 1994). Además, se encargó de redistribuir las maquetas Junto a mí y Me gustan tus ojos.

### Discográfica AR (1994-1999)
Con Lágrimas de amor, el grupo se establecía dentro del panorama musical español. Las canciones, generalmente de amor y desamor, usaban registros vocales aflamencados, enmarcados en estructuras pop, con el acompañamiento principal de sintetizadores, secuenciadores y bases tecno.
Sorprendidos por el éxito alcanzado, en 1995 lanzan Sueños inalcanzables, manteniéndose durante más de 50 semanas en las listas de ventas.  En 1996, tras una gira y ante la dificultad de producir un nuevo repertorio, volvieron a grabar los temas de sus primeras maquetas en Sus 12 primeras canciones.
Al año siguiente publican Corazón indomable, que alcanza el número uno de la lista AFYVE durante varias semanas.
El año 1998 deparaba dos nuevos discos: Camela Dance, que versionaba algunos de los temas más exitosos, y otro inédito Sólo por ti.
El trío había sido fichado por la discográfica multinacional EMI Hispavox, pero su relación con Producciones AR todavía no finalizaba. En 1999 salía No puedo estar sin él, formado por temas que fueron desechados de los anteriores proyectos y editado sin el visto bueno del grupo, retrasando sus planes con EMI, álbum que significó el debut de Dioni como autor de un tema y otros dos fueron compuestos El Arrebato.

### Discográfica EMI (2000-2011)

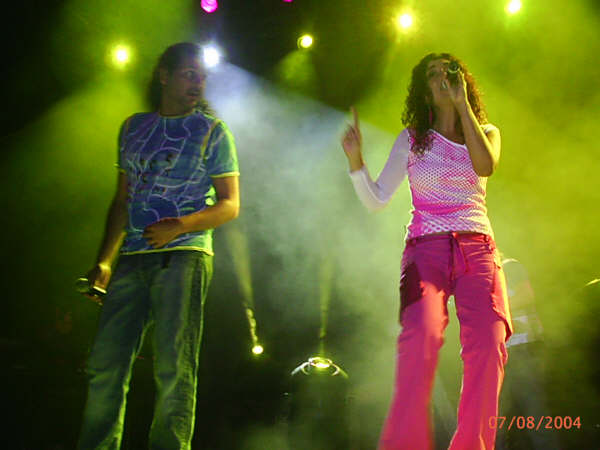
Camela en concierto.

En primavera del año 2000 aparece en el mercado Simplemente amor, trabajo que mantenía la esencia del grupo, con algunas mejoras en la calidad de los arreglos musicales.
En 2001 viajan a Latinoamérica para hacer promoción y darse a conocer allí.
En otoño lanzan Amor.com, que logra vender 400 000 ejemplares,  que sumados a los más de cuatro millones de discos que ya habían vendido, les otorga el disco de diamante.
En el siguiente álbum, Por siempre tú y yo, Miguel Ángel cede la composición a Ángeles, a Dioni y al hijo adolescente de este.
Al cumplir 10 años como grupo consagrado en 2004, deciden celebrarlo con otro álbum inédito, 10 de corazón. Meses después es reeditado, con nuevos contenidos y una colaboración con El Arrebato, en la canción «Mi gente». Al año siguiente publican un doble recopilatorio, Camela Oro, de temas registrados con EMI y siguen la gira que emprendieron por su aniversario.
En 2006 lanzan Se Ciega X Amor, y en 2007 Te Prometo El Universo. En el primero participa El Fary en el tema «Mi viaje», siendo su última colaboración un año antes de fallecer.
En 2008 publican Laberinto De Amor, un trabajo que combina el sonido más característico del trío con aires de estilos actuales como jazz, pop andaluz, ambient y rock.
En 2009 apuestan por un recopilatorio que titulan Dioni, Ángeles y Miguel. En uno de estos conciertos de la gira del álbum, actúan por primera vez en el teatro Calderón de Madrid donde invitan a artistas como Los Chichos, El Arrebato, Estopa, Valderrama, Cómplices, Fangoria y María Toledo, entre otros.
La magia del amor es su decimocuarto trabajo, publicado el 31 de mayo de 2011, que graban con el músico Jacobo Calderón.

### Conversión del trío en dúo y Warner Music Spain (2014-presente)
El 23 de febrero de 2013 Miguel Ángel Cabrera abandona el grupo por discordancias con sus compañeros y para emprender nuevos proyectos.
El 24 de junio de 2014, ya como dúo, salió a la venta su decimoquinto álbum, Más de lo que piensas,  cuyo primer sencillo «Ya se acabó el tener dueño», es un tema que denuncia la violencia de género.
El 2 de junio de 2017 publican su decimosexto álbum, Me metí en tu corazón, que en la primera semana entra directamente en el número uno de la lista Promusicae. Su primer sencillo «No pongas riendas al corazón», hace un guiño a la diversidad sexual y al amor libre.
El 15 de marzo de 2019 publican un recopilatorio especial por su 25 aniversario, Rebobinando, que incluía nuevas versiones de algunos de sus éxitos, colaborando con Alaska, Rubén Martín, Juan Magan, Taburete, Pitingo, David Bisbal, Javiera Mena, Antonio Carmona, María Toledo, Demarco Flamenco, Carlos Baute y Medina Azahara. El álbum se posicionó en el número uno de la lista y fue nominado a los Premios Odeón, equivalente actual a otros reconocimientos como los Premios de la música o los Premios Amigo.
El 17 de junio de 2020 salió a la luz su primera autobiografía oficial Camela por Camela. El 24 del mismo mes publicaron un nuevo sencillo, «Su Locura, Mi Placer», y en 2021«En el bolsillo de mi corazón». El 15 de octubre del mismo año se publicó «Ella es» compuesta por Rubén Martín, hijo de Dioni, pero que sin embargo se decidió no publicar y ceder al grupo Los Caños.

## El fenómenoTecno-rumba
A lo largo de su carrera, Camela ha sufrido cierto ostracismo por parte de la industria musical en general. A pesar de ello, desde sus comienzos, numerosos agentes del sector se percataron del enorme potencial de este estilo musical, que no dependía en gran medida de radiofórmulas ni cuantiosas inversiones en campañas de marketing.
Durante los primeros años tras su consolidación, empezaron a surgir solistas y grupos de características similares a los promotores, algunos de los cuales lograron una admirable repercusión en el volumen de ventas y actuaciones. Pasado un tiempo, la mayoría de estos proyectos, respaldados por editoriales tradicionales, no consiguieron sobrevivir a la crisis de la piratería y el impacto del fenómeno Operación Triunfo.
Calaitos, Ríos de Gloria, Chalay, Kayma, Bernardo Vázquez, Piel Morena, Kalentura, Corazones, Marco, David o Grego fueron algunos de los intérpretes más conocidos, en una dilatada sucesión de artistas que se aventuraron a trabajar este género.

## Discografía
Más de 9 millones de discos han vendido Camela de todos sus álbumes, cintas y recopilatorios.
| Álbumes de estudio - 1994: Lágrimas de amor (Producciones AR, S. L.) - 1995: Sueños inalcanzables (Producciones AR, S. L.) - 1996: Sus 12 primeras canciones (Producciones AR, S. L.) - 1997: Corazón indomable (Producciones AR, S. L.) - 1998: Sólo por ti (Producciones AR, S. L.) - 1999: No puedo estar sin él (Producciones AR, S. L.) - 2000: Simplemente amor (EMI Odeón, S. A.) - 2001: Amor.com (EMI Odeón, S. A.) - 2003: Por siempre tú y yo (EMI Odeón, S. A.) - 2004: 10 de corazón (EMI Music Spain, S. A.) - 2006: Se ciega x amor (EMI Music Spain, S. A.) - 2007: Te prometo el universo (EMI Music Spain, S. A.) - 2008: Laberinto de amor (EMI Music Spain, S. A.) - 2011: La magia del amor (EMI Music Spain, S. A.) - 2014: Más de lo que piensas (Warner Music Spain, S. L.) - 2017: Me metí en tu corazón (Warner Music Spain, S.L.) - 2022: Que la música te acompañe Álbumes recopilatorios - 1997: Palabras de papel, Me gustan tus ojos, Sueños rotos, Báilame y otras.. - 2000: Camela: 24 Éxitos De oro - 2002: Bella Lucia: 26 canciones de amor - 2003: Camela: En concierto 1998 (2CD's + DVD) - 2003: Camela - 2004: Serie Fundamentales 3 CD's - 2005: Lo Mejor De Camela (Editado solo en América) - 2005: Camela Oro: La Colección - 2005: Camela Platino: Las Canciones - 2007: Camela: 16 canciones de amor - 2007: Camela: Su mejor época, 50 canciones de oro - 2008: Camela: Vídeo "karaoke" y éxitos (Incluye pista multimedia de vídeo para PC) - 2009: Dioni, Ángeles y Miguel - 2009: Camela: 24 historias de amor 1994-1995 Sólo Digital - 2009: Camela: 22 historias de amor 1996-1997 Sólo Digital - 2011: Serie 2 Original Classic Albums (Simplemente Amor/Amor.com) - 2013: Serie 4 Álbumes - 2019: Rebobinando - 2020: Serie 2CD Originales (Más De Lo Que Piensas/Me Metí En Tu Corazón) - 2021: Camela Vol 1. 3 CD's Álbumes de Remixes - 1998: Camela Dance - 2005: Zona para bailar - 2011: Camela & Carlos Jean Mix Sólo Digital - 2011: Camela Remix Dance Sólo Digital VHS - 1995: Camela en Karaoke y concierto - 2001: Camela: en concierto 1998 DVD - 2001: Camela: en concierto 1998 - 2004: 10 años con Camela - 2019: Camela 25 Aniversario Cintas económicas - 1992: Junto a mí (Reeditado en 1993 y en 1994) - 1993: Me gustan tus ojos (Reeditado en 1994) - 1994: Llorarás - 1995: Lágrimas de amor (Nueva edición) - 1998: Sueños Colaboraciones Aparte de en su discografía oficial, el grupo Camela ha colaborado también con artistas como: - 2000: "La gallina Co-Co-Gua" con Enrique del Pozo. - 2002: "Del Sur a Cataluña" con Pepe de Lucía. - 2005: "Entre mil dudas" con Fangoria. - 2005: "Mi Gente" con El Arrebato. - 2005: "Mi viaje" con El Fary. - 2008: "La distancia se ha hecho olvido" con La Húngara. - 2008: "Sea como sea" con Los Chichos. - 2016: "La rompecorazones" con Javi Cantero. - 2016: "Sólo tus besos" con Rubén Martín. - 2020: "Poquito A Poco" con El Arrebato. - 2021: "Vete" con Omar Montes - 2021: "No Quiero Más Lágrimas" con María Artés y Maki - 2024: "Corazón Congelado 3.0" con Pastora Soler |

## Filmografía

### Programas de televisión
| Año       | Programa                    | Emisora                                       | Rol                           | Ref.      |  |
| --------- | --------------------------- | --------------------------------------------- | ----------------------------- | --------- |  |
| 1994      | Esto es Espectáculo         | Televisión Española                           |                               |           |  |
| 1996      | Esto es Espectáculo         | Televisión Española                           | Invitados                     |           |  |
| 1996      | Sorpresa Sorpresa           | Telemadrid                                    |                               |           |  |
| 1996/1997 | Cita Con la Vida            |                                               |                               |           |  |
| 1997/2004 | Con T de Tarde              | Telemadrid                                    |                               |           |  |
| 1997      | Gracias por todo            | Televisión Española                           |                               |           |  |
| 1998/2004 | Música Si                   |                                               |                               |           |  |
| 1998/2013 | Luar                        | Televisión de Galicia                         |                               |           |  |
| 2000      | Fin de Año                  | Televisión Española                           |                               |           |  |
| 2000      | Año Nuevo en la Primera     | La 1                                          |                               |           |  |
| 2001      | Nochevieja 2001             | Televisión Española                           |                               |           |  |
| 2001-2003 | Crónicas Marcianas          | Telecinco                                     |                               |           |  |
| 2000/2003 | Noche de Fiesta             | Televisión Española                           |                               |           |  |
| 2002      | El Show de Flo              |                                               |                               |           |  |
| 2005/2006 | Música Uno                  |                                               |                               |           |  |
| 2010/2017 | Que Tiempo Tan Feliz        | Invitados                                     |                               |           |  |
| 2011      | Menuda Noche                |                                               |                               |           |  |
| 2012      | Música para Mi Madre        | La 1                                          |                               |           |  |
| 2012/2013 | Tu Cara Me Suena            | Antena 3                                      | Ángeles Concursante 2 edición |           |  |
| 2016      | Levántate All Stars         | Concursante Dioni, Ángeles Invitada 2 Edición |                               | Telecinco |  |
| 2017      | Fantastic Duo               |                                               |                               |           |  |
| 2017      | Bamboleo                    | Televisión de Galicia                         |                               |           |  |
| 2019      | Gente Maravillosa           | Castilla-La Mancha Media                      | Invitado                      | [ 13 ]    |  |
| 2019      | Aquellos años Maravillosos  | Telemadrid                                    |                               |           |  |
| 2019      | Late motiv                  | Movistar Plus+                                |                               |           |  |
| 2019      | Artic                       | Betevé                                        |                               |           |  |
| 2020      | Adivina que hago esta noche | Cuatro                                        | Invitado                      |           |  |
| 2020      | Cocina con Peña y Tamara    | La 1                                          | Invitado                      |           |  |
| 2020      | Gala Inocente               | La 1                                          | Invitado                      |           |  |
| 2021      | Pongamos que hablo de...    | Atresplayer premium                           | Protagonista                  |           |  |
| 2021      | Zapeando                    | LaSexta                                       | Invitado                      |           |  |
| 2021      | El Verano de tu vida        | Canal Sur                                     | Invitado                      |           |  |
| 2021      | El Show de Bertin           | Canal Sur Televisión                          |                               |           |  |
| 2021      | Feliz 2021                  | RTVE                                          |                               |           |  |
| 2022      | Idol Kids                   | Telecinco                                     | Jurado                        |           |  |
| 2022      | La Resistencia              | Movistar Plus+                                | Invitados                     |           |  |

2024 Lo de Évole- Camela
La Sexta
Invitados

## Premios y nominaciones
| Año  | Premio/Concurso | Categoría        | Álbum         | Resultado |
| ---- | --------------- | ---------------- | ------------- | --------- |
| 2020 | Premios Odeón   | Grupo Odeón 2020 | (trayectoria) | Nominado  |

| Año  | Premio/Concurso             | Categoría       | Álbum             | Resultado |
| ---- | --------------------------- | --------------- | ----------------- | --------- |
| 2007 | Premios Paoli (Puerto Rico) | Mejor Álbum Pop | Se ciega por Amor | Nominado  |

A finales de diciembre de 2024 le fue otorgada la Medalla de Oro al Mérito en las Bellas Artes aprobada por el Consejo de Ministros, a propuesta del ministro de Cultura español.